# Claudio Rígoli
Claudio Rígoli, también conocido como "Conde" Rígoli (Rosario del Tala, Entre Ríos, 20 de marzo de 1960) es un locutor, periodista y presentador de televisión argentino.

## Biografía
Claudio Rígoli, el menor de ocho hermanos, nació en Rosario del Tala, un pequeño municipio de la provincia de Entre Ríos. 
Trabajo en la justicia nacional en el Juzgado en lo Civil 29 Secretaría 57 de la Ciudad de Buenos Aires.
Viajó a La Plata  para estudiar la carrera de medicina. Tras dificultades para ingresar, resolvió estudiar locución. Con ese fin ingresó al Instituto Superior de las Comunicaciones Sociales (COSAL).
Se recibió de locutor en diciembre de 1986, y en julio de 1987, concurrió a un casting de Canal 9, al que asistieron 150 locutores, de los cuales, luego de las pruebas, fueron elegidos solo cinco, en un total de cinco tandas. 
El casting, le permitió introducirse en el mundo de la televisión y el periodismo, tras haber sido uno de los seleccionados. En 1987, fue elegido por Alejandro Romay para hacer el noticiero “Nuevediario primera edición” junto a Silvia Fernández Barrio, Daniel Castex, Jorge Formento, Sergio De Caro, Ángel Rey y Juan José Maderna.
Desde sus inicios, trabajó a la par de Alejandro Romay, quien luego de cinco años le propuso la conducción del noticiero; rechazó la propuesta, pero cinco años después, en 1997, decidió aceptarla.

## Carrera
Rígoli trabajó once años como cronista, también realizó actividades como notero, movilero, productor, redactor, locutor de noticiero. A lo largo de su carrera formó parte de diferentes programas televisivos, entre ellos:
| Período       | Programa                                 | Cadena           | Nota  |
| ------------- | ---------------------------------------- | ---------------- | ----- |
| 1987-1997     | Nuevediario                              | Canal 9 Libertad | [ 4 ] |
| 1997-1998     | 24 Horas                                 | Canal 9 Libertad | [ 5 ] |
| 1999-2002     | Azul Noticias                            | Azul Televisión  | [ 6 ] |
| 2002-presente | Telenueve Central, Telenueve a la mañana | El Nueve         |       |
| 2013          | Sensación Térmica                        | C5N              |       |
| 2010-2012     | Textuales                                | C5N              | [ 7 ] |
| 2014-presente | Argentina en vivo                        | C5N              |       |
| 2014-presente | Tal como son                             | Metro            | [ 8 ] |
| 2024          | Nuevediario 40 años                      | El Nueve         |       |

## Vida privada
Claudio Rígoli es padre de dos hijos: Agustina y Santiago.
Es hincha de Estudiantes de la Plata desde los ocho años.

## Actividades solidarias
Claudio Rígoli se hizo presente en diferentes actos solidarios, entre ellos, la entrega de sillas de ruedas y elementos ortopédicos a niños y adultos con discapacidad sin recursos “Gracias a esto he podido ser un medio para canalizar o ayudar a mucha gente y la verdad que eso me produce felicidad, me hace sentir bien; lo he comprobado a lo largo de estos 25 años que llevo trabajando en el 9, también en C5N y en todos los lugares donde trabajé”, afirmó Rigoli.
También, colaboró con acontecimientos solidarios  como conductor de los eventos, formando parte a través de su voz. Se pueden mencionar aquellos a beneficio de la Maternidad Comodoro Meisner de Derqui, Manos a la obra, Fundación Madero Solidario, Fundación Comprometerse más, Fundación Pilares, ASDRA, OPCEBA, PROEM, Fundación Helios, entre otras. Además, actuó como nexo para que otros proyectos pudieran concretarse, como ser la donación de un consultorio odontológico completo a la Sala de Salud “7 de Noviembre" de Rosario del Tala, su pueblo natal.[cita requerida]
También colabora con refugios. Se manifiesta en contra de la violencia hacia los animales.

## Premios y nominaciones
| Premios Martín Fierro | Premios Martín Fierro            | Premios Martín Fierro | Premios Martín Fierro | Premios Martín Fierro |
| --------------------- | -------------------------------- | --------------------- | --------------------- | --------------------- |
| Año                   | Categoría                        | Trabajo nominado      | Resultado             | Ref                   |
| 2004                  | Mejor Noticiero                  | Telenueve 2da Edición | Ganadores             | [ 13 ]                |
| 2005                  | Mejor Noticiero                  | Telenueve 2da Edición | Ganadores             | [ 14 ]                |
| 2006                  | Mejor Noticiero                  | Telenueve 2da Edición | Ganadores             | [ 15 ]                |
| 2013                  | Mejor Noticiero                  | Sensación Térmica     | Ganadores             | [ 16 ]                |
| 2014                  | Mejor Noticiero                  | Sensación Térmica     | Ganadores             | [ 17 ]                |
| 2014                  | Mejor labor conducción masculina | Sensación Térmica     | Ganador               | [ 18 ]                |

En diciembre de 2021 la Legislatura de la Ciudad Autónoma de Buenos Aires lo distinguió Personalidad Destacada de la Ciudad Autónoma de Buenos Aires por «su extensa trayectoria en televisión».